# Brazlândia
| Região Administrativa de Brazlândia            | |
|                                                | |
| \| \| \| Bandeira \|                           | |
| Região Administrativa IV                       | |
| Fundação: 5 de junho de 1933 (91 anos)         | |
| Lei de criação: 4545 de 10 de dezembro de 1964 | |
| Mapa de Brazlândia                             | |
| Limites:                                       | Águas Lindas de Goiás (GO), Padre Bernardo (GO), Sobradinho II, Sobradinho, Plano Piloto, Taguatinga e Ceilândia |
| Distância de Brasília:                         | 45 km |
| Administrador(a):                              | Luciana Lima |
| Área                                           | |
| - Total                                        | 474,83 km² |
| População                                      | |
| - Total                                        | 55.879 habitantes '                                                                                              |
| Site governamental                             | www.brazlandia.df.gov.br                                                                                         |
| Bandeira de Brazlândia                         | |
| Bandeira                                       | |

Brazlândia é uma região administrativa do Distrito Federal brasileiro.
A região administrativa de Brazlândia tem a produção de hortifrutigranjeiros como sua principal fonte econômica, sendo referência no centro oeste no plantio e comercialização de morangos. Os morangos são referência na cidade, que é a maior produtora da fruta no Centro-Oeste, com mais de cinco toneladas por ano. Todos os anos é realizada a tradicional Festa do Morango. Além deles, outras frutas e verduras são colhidas na cidade, que abastece cerca de 30% do mercado no Distrito Federal (Correio Braziliense, 2014). A região administrativa conta com uma área com cerca de 417 hectares para produção de frutas e 14 hectares para produção de grãos.

## História
Brazlândia é uma das regiões administrativas mais antigas do Distrito Federal, e, embora a participação de idosos seja maior do que a média do Distrito Federal, segundo o PDAD (2021), ainda é significativa a população jovem, haja vista que a maioria concentra-se nos grupos de 0 a 14 e 15 a 30 anos de idade. Brazlândia foi fundada em 5 de junho de 1933, recebendo a condição de região administrativa, conforme a Lei 4545, de 10 de dezembro de 1964.

## Etimologia
No início dos anos 30, as famílias conseguiram, por influência política, que o povoado fosse elevado à categoria de distrito de Santa Luzia (atual Luziânia). Tanto os Braz quanto os Cardoso tinham negócios na cidade goiana. Foi quando o lugar recebeu o nome de Brazlândia, em homenagem à família mais numerosa da região. O decreto criando o distrito é de 15 de abril de 1932, sendo a data mais significativa para a cidade. Mesmo assim, o aniversário é comemorado em 5 de junho, porque foi nessa data, em 1933, criada a subprefeitura de Brazlândia.

## Bandeira
A bandeira de Brazlândia, de autoria de Cícero José de Jesus, foi escolhida em 1992 por meio de um concurso. O concurso tinha como exigência que a bandeira tivesse um símbolo que representasse as três famílias pioneiras de Brazlândia. A cor azul faz referência ao potencial de águas da Região, à época, responsável pelo abastecimento de grande parte do consumo do Distrito Federal; a cor verde faz referência ao potencial hortifrutigranjeiro também sendo responsável por grande parte da produção consumida no Distrito Federal; já os três pilares são o símbolo dos pioneiros e foi a única exigência do concurso; a figura geométrica branca é uma alusão ao desenvolvimento da cidade em consonância com a arquitetura dos palácios de Brasília; já o trator é uma referência direta ao potencial agrícola que caracteriza a região administrativa de Brazlândia.

## Geografia

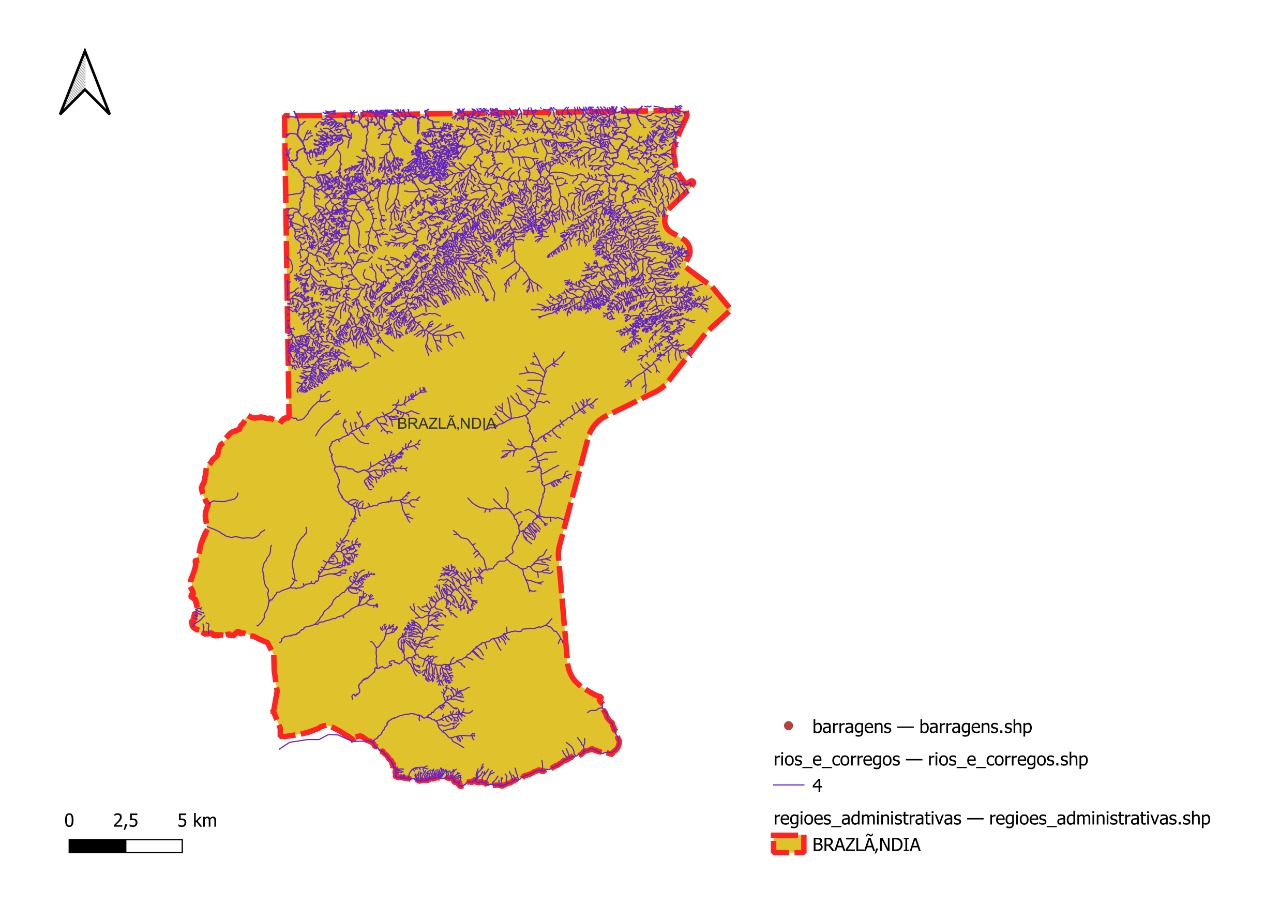
Mapa hidrográfico

Latitude de Brazlândia é -15,6104. Longitude de Brazlândia é -48,1201. Latitude e Longitude de Brazlândia é -15,6104 -48,1201 respectivamente. -15,6104 Latitude e -48,1201 Longitude.

### Clima
Apesar do clima da região ser conhecido pela característica mais marcante que é a estação seca, durante o ano sofre alterações. Muitos turistas sentem a secura em qualquer época de visitação por falta de costume, entretanto o clima tem seus pontos marcantes e diferenciados ao longo do ano.

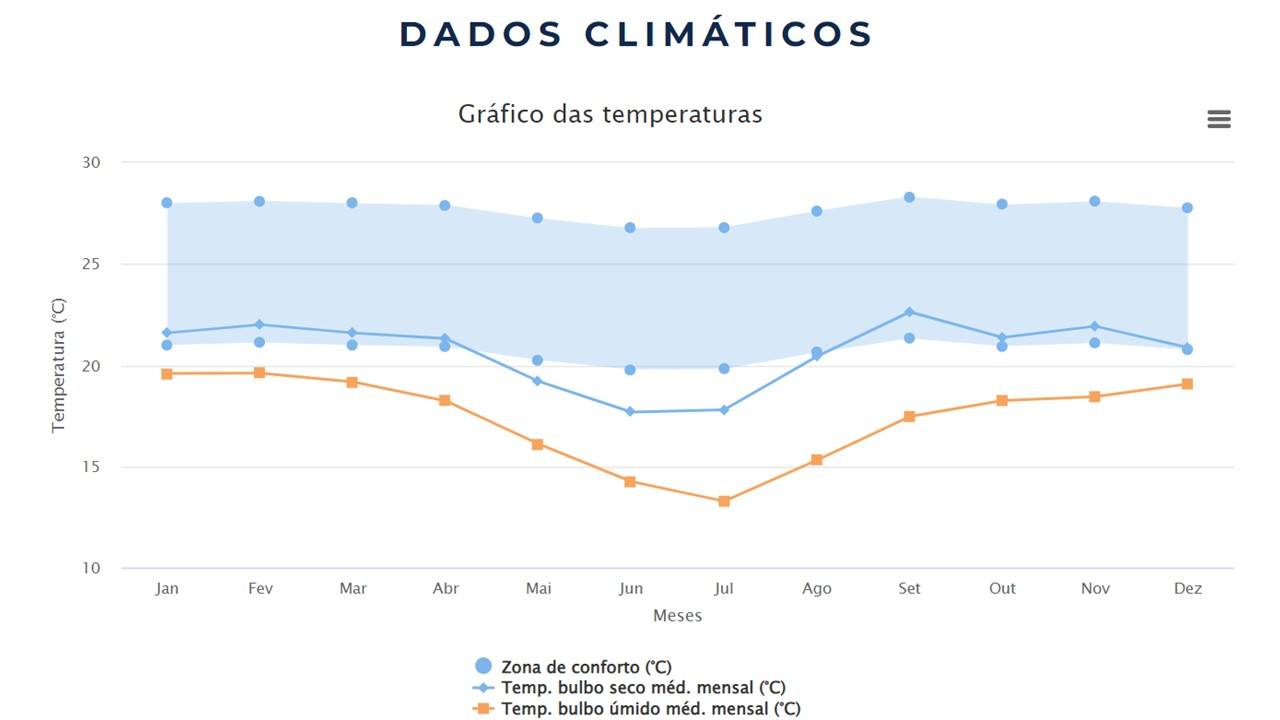
Gráfico das temperaturas Projeteee

Em geral a temperatura  varia de 14 °C a 30 °C e raramente é inferior a 10 °C ou superior a 30 °C. Na maior parte do ano podemos sentir o clima morno e agradável, isso permanece entre agosto e outubro, com temperatura máxima média diária acima de 22 °C. O mês mais quente do ano é no mês de outubro, com máxima de 29 °C e mínima de 18 °C, em média.

### Ecologia e meio ambiente
Tem o cerrado como vegetação predominante, cercada por matas e cursos de água, suas nascentes e a flora da região tem muitas variedades de espécies, incluindo plantas medicinais e alimentícias. Entre as ações previstas estão a construção de sistema de águas pluviais; nivelamento, pintura e troca de areia dos parques infantis; pintura e reparo asfáltico na ciclovia; pintura da sede e do banheiro público; instalação do cercamento da nascente; construção de calçada em frente as faixas de pedestres que dão acesso ao parque, capina e pintura de meio fio em toda ciclovia e poda de árvores.
Esse é o 16º parque que passará por mudanças feitas pela força-tarefa do Governo do Distrito Federal, dentro do Programa Reviva Parques, que é coordenado pela Secretaria de Meio Ambiente (Sema) e Brasília Ambiental, com a execução da Secretaria de Governo, em parceria com outros órgãos, como a Novacap, Administração Regional de Brazlândia, SLU, DER, Detran-DF, Funap e Terracap.

## Demografia

### Crescimento populacional
A quantidade de formações domiciliares é de 15.408, sendo que 3.894 são compostos por casais com 1 filho (25,3%), 2.773 casais sem filhos (18%), 2.717 casais com 2 filhos (17,6%), 952 casais com 3 filhos ou mais (6,2%), 2.717, monoparental (feminino) que corresponde a (17,6%), 784 com arranjo unipessoal (5,1%) e 1.569 com outro perfil (10,2%) (PDAD,2021). 
Sobre a demografia da cidade, o PDAD 2018, revela que a população na época era aproximadamente 53.534. Já em 2021 o número de habitantes aumentou para 55.879 , sendo 51,6% do sexo de nascimento feminino (PDAD,2021) 
Em relação à faixa etária da população no ano de 2021, cerca de 14,38% com menos de 10 anos e 16,72% tinham de 10 a 19 anos, 9.458 habitantes (16,92%) tinham de 20 a 29 anos, 8.715 habitantes (15,59%) tinham de 30 a 39 anos, 8.186 habitantes (14,64%) tinham de 40 a 49 anos, e 12.137 pessoas (21,72%) possuíam mais de 50 anos (PDAD 2018).

## Política e Administração

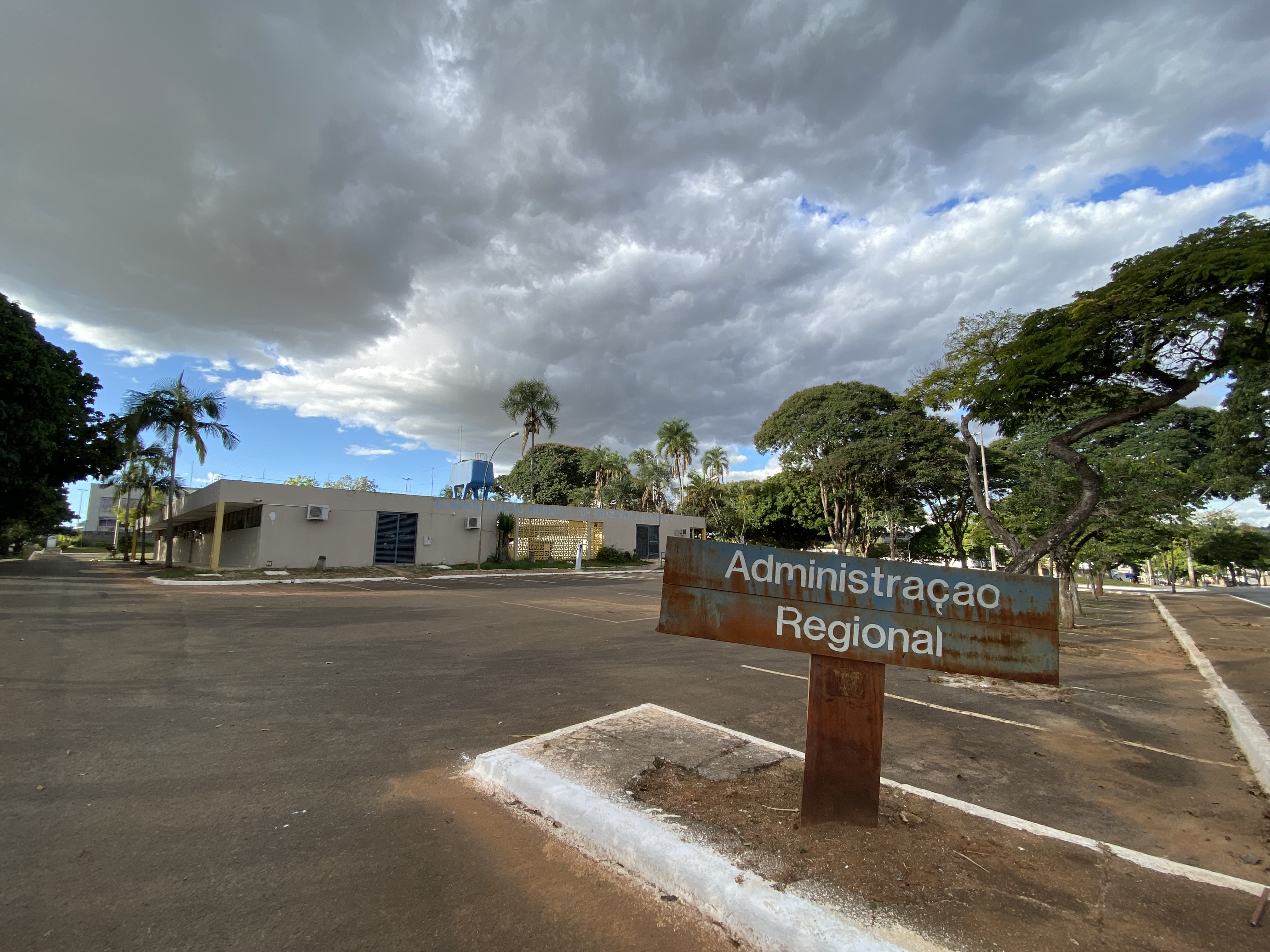
Sede da Administração Regional de Brazlândia

A Administração Regional de Brazlândia está de acordo com o Decreto nº 38.094, de 28 de março de 2017 (Alterado pelos Decreto nº 38.326, de 10/07/2017 e Decreto nº 39.467 de 21/11/2018). Tendo como administradora regional Luciana Lima Cardoso Ferreira e sendo composta por cargos de gabinete, Coordenação de Administração Geral – COAG,  Coordenação de Licenciamento, Obras e Manutenção – COLOM e Coordenação de Desenvolvimento conforme o organograma abaixo ao lado.

### Habitação, serviços e comunicações
Na cidade 75,8% dos lotes são regularizados. 66,2% da população possui casa própria, e 96,7% moram em casas.
Em uma pesquisa realizada em residência particular,  tendo-se um número estimado de 15.684 unidades ocupadas, com uma média de 3,41 moradores por domicílio. A condição permanente foi observada em 99,4% dos domicílios. Analisando o tipo tem-se uma porcentagem de 96,7% de casas, sendo essas em condição de  “próprio, já pago”, para 66,2%. E a maioria dos lotes eram regularizados, segundo informação dos moradores. No que diz respeito a infraestrutura domiciliar, verificou-se que 90,3% das residências apresentavam parede externa de alvenaria com revestimento, 92,4% tinham o material do piso de “cerâmica / madeira / outros” enquanto o telhado era de fibrocimento sem laje em 46% dos domicílios.
Na pesquisa a dimensão e composição dos domicílios, mostrou um número médio de 6,1 cômodos, dos quais 2,4 estavam servindo como dormitório e 1,4 eram banheiros. A maioria  tem acesso ao abastecimento de água e  esgotamento sanitário ligado à rede geral da Companhia de Saneamento Ambiental do Distrito Federal (CAESB). A maioria tem coleta de lixo e todos tem abastecimento de energia elétrica. 

### Transportes
As principais vias de acesso à Brazlândia é a Expresso São José 27, e as principais rodovias que acessam a região administrativa são a Estrada Parque do Contorno – EPCT (DF-001), DF-170, DF-180, DF-206, DF-220 e DF-240, BR-251, além da Rodovia Federal BR-080 que liga à rodovia Belém-Brasília, encurtando o acesso norte e sul do país em aproximadamente 300 Km. Ou seja, Brazlândia é um centro dos Eixos Nacionais de Integração Norte e Sul do país.
Atualmente Brazlândia possui 9 linhas de ônibus para Plano Piloto, Taguatinga e Ceilândia e 4 linhas para a zona rural, estas são operadas pela empresa de transportes coletivo Expresso São José. (SEMOB,2022).
De acordo com o PDAD 2018, o principal meio de deslocamento dos moradores de Brazlândia até o trabalho são ônibus (49,1%) e em segundo lugar os automóveis (31,8%). Para os estudantes a realidade é outra, o deslocamento é a pé (60,3%) e os ônibus como segunda opção (18,5%). . 

### Educação
Brazlândia possui um total de trinta escolas da rede pública e seis escolas particulares. Atualmente, a rede pública na região administrativa conta com três Centros de Educação Infantil (CEI); três Centros de Educação da Primeira Infância (Cepi); 1 CAIC; 13 Escolas Classes (EC); uma Escola Parque (EP); quatro Centros de Ensino Fundamental (CEF); cinco Centros Educacionais (CED); dois Centros de Ensino Médio (CEM); um Centro de Ensino Especial (CEE); um Centro Interescolar de Línguas (CIL); a Biblioteca Escolar Érico Veríssimo e o Ginásio Espelho D’água.
De acordo com dados do PDAD 2021 (CODEPLAN), 95,6% dos moradores com cinco anos ou mais de idade sabem ler e escrever. Para as pessoas entre 4 e 24 anos, mais de 55% da população frequenta escolas públicas . Entre aqueles que frequentam a escola, 86,8% estuda na região administrativa de Brazlândia. Entre aqueles que frequentam escolas, 86,8% estudam na região administrativa de Brazlândia. (DISTRITO FEDERAL, 2015).  
Além das instituições de ensino, a cidade conta com uma Escola Técnica para atendimento a comunidade. Com capacidade para 1.440 estudantes, a unidade teve um investimento de R$ 15.3 milhões e sua construção gerou 200 empregos. Nesta terça-feira (9), a região administrativa também recebeu a Agência do Trabalhador reformada e novo asfalto entre as DF-430 e DF-220.
O ensino também atende estudantes da área rural e do Entorno, como os vindos de Águas Lindas e Padre Bernardo. Aberta ao público, a Escola Técnica passa a integrar a Coordenação Regional de Ensino de Brazlândia, onde atualmente estudam 16.383 jovens brasilienses e onde lecionam 735 professores.